# Егель, Каралина Карловна
Каралина Карловна Егель (род. 16 апреля 1925) — передовик советского сельского хозяйства, трактористка совхоза «Хлебороб» Алексеевского района Целиноградской области, Герой Социалистического Труда (1966).

## Биография
Родилась в 1925 году в селе Ренфельд, в Калмыкии в крестьянской немецкой семье.
Трудиться начала в 1940 году поваром в местном колхозе.
В ноябре 1941 года все немцы села были депортированы в Казахстан. Окончив курсы трактористов, в 1943 году, Каралина стала работать на тракторе в совхозе «Хлебороб» Алексеевского района Акмолинской области. За короткий срок освоила технику и стала лучшей трактористкой района. С 1961 по 1966 годы ежедневно распахивала до десяти гектаров земли. За год она экономила по 350 литров горючего и 250 рублей на ремонте техники.
Указом Президиума Верховного Совета СССР от 26 июня 1966 года за получение высоких результатов в сельском хозяйстве и рекордные показатели при проведении сельскохозяйственных работ Каралине Карловне Егель было присвоено звание Героя Социалистического Труда с вручением ордена Ленина и медали "Серп и Молот.
Продолжала и дальше трудиться в сельском хозяйстве, активно занималась наставничеством.
Проживала в селении Алексеевка (с ноября 1997 года — город Акколь) республики Казахстан.
В 1990-х выехала на постоянное местожительства в Германию.

## Награды
За трудовые успехи была удостоена:
- золотая звезда «Серп и Молот» (26.06.1966)
- орден Ленина (26.06.1966)
- другие медали.